# Clasificación para la Copa Africana de Naciones Femenina 2020
La Clasificación para la Copa Africana de Naciones Femenina 2020 fue una competición de fútbol femenino que habría decidido a los equipos participantes de la Copa Africana de Naciones Femenina 2020.
Un total de 12 equipos se clasificarían para jugar en el torneo final, incluidos los anfitriones que se clasificarían automáticamente.
El 30 de junio de 2020, tras una decisión de la CAF, la fase final fue cancelada debido a la pandemia de COVID-19.

## Participantes
Además de  República del Congo, anfitriona de esta versión junto a los 55 miembros elegibles de la CAF para participar en la competencia clasificatoria y un total de 36 equipos nacionales participaron en el sorteo clasificatorio.
Los ocho participantes en la fase final de la Copa Africana de Naciones para el fútbol femenino 2018 están exentos de la primera ronda.

## Sorteo
El sorteo se realizó el 4 de diciembre de 2019 en la sede de CAF en El Cairo, Egipto.

## Resultados

### Primera Ronda
Inicialmente la primera ronda tendría lugar del 6 al 14 de abril de 2020 pero la competencia fue cancelada a raíz de la pandemia de COVID-19 en África.
|  | Zambia | vs.     | Mozambique |  |  |
|  |        | Reporte |            |  |  |

|  | Mozambique | vs.     | Zambia |  |  |
|  |            | Reporte |        |  |  |

|  | Zimbabue | vs.     | Mauricio |  |  |
|  |          | Reporte |          |  |  |

|  | Mauricio | vs.     | Zimbabue |  |  |
|  |          | Reporte |          |  |  |

|  | Malaui | vs.     | Suazilandia |  |  |
|  |        | Reporte |             |  |  |

|  | Suazilandia | vs.     | Malaui |  |  |
|  |             | Reporte |        |  |  |

|  | Namibia | vs.     | Botsuana |  |  |
|  |         | Reporte |          |  |  |

|  | Botsuana | vs.     | Namibia |  |  |
|  |          | Reporte |         |  |  |

|  | Gabón | vs.     | República Centroafricana |  |  |
|  |       | Reporte |                          |  |  |

|  | República Centroafricana | vs.     | Gabón |  |  |
|  |                          | Reporte |       |  |  |

|  | Angola | vs.     | Congo |  |  |
|  |        | Reporte |       |  |  |

|  | Congo | vs.     | Angola |  |  |
|  |       | Reporte |        |  |  |

|  | República Democrática del Congo | vs.     | Santo Tomé y Príncipe |  |  |
|  |                                 | Reporte |                       |  |  |

|  | Santo Tomé y Príncipe | vs.     | República Democrática del Congo |  |  |
|  |                       | Reporte |                                 |  |  |

|  | Tanzania | vs.     | Kenia |  |  |
|  |          | Reporte |       |  |  |

|  | Kenia | vs.     | Tanzania |  |  |
|  |       | Reporte |          |  |  |

|  | Burundi | vs.     | Uganda |  |  |
|  |         | Reporte |        |  |  |

|  | Uganda | vs.     | Burundi |  |  |
|  |        | Reporte |         |  |  |

|  | Etiopía | vs.     | Yibuti |  |  |
|  |         | Reporte |        |  |  |

|  | Yibuti | vs.     | Etiopía |  |  |
|  |        | Reporte |         |  |  |

|  | Liberia | vs.     | Senegal |  |  |
|  |         | Reporte |         |  |  |

|  | Senegal | vs.     | Liberia |  |  |
|  |         | Reporte |         |  |  |

|  | Guinea-Bisáu | vs.     | Gambia |  |  |
|  |              | Reporte |        |  |  |

|  | Gambia | vs.     | Guinea-Bisáu |  |  |
|  |        | Reporte |              |  |  |

|  | Togo | vs.     | Níger |  |  |
|  |      | Reporte |       |  |  |

|  | Níger | vs.     | Togo |  |  |
|  |       | Reporte |      |  |  |

|  | Argelia | vs.     | Burkina Faso |  |  |
|  |         | Reporte |              |  |  |

|  | Burkina Faso | vs.     | Argelia |  |  |
|  |              | Reporte |         |  |  |